# Bachan
Bachan (hebrejsky בַּחַן, v oficiálním přepisu do angličtiny Bahan) je vesnice typu kibuc v Izraeli, v Centrálním distriktu, v Oblastní radě Emek Chefer.

## Geografie
Leží v nadmořské výšce 70 metrů na pomezí hustě osídlené a zemědělsky intenzivně využívané pobřežní nížině respektive Šaronské planiny, a kopcovitých oblastí podél Zelené linie oddělujících vlastní Izrael v mezinárodně uznávaných hranicích od okupovaného Západního břehu Jordánu. Severozápadně od obce leží umělá vodní nádrž Ma'agar ha-Mizrachi, protéká jí vádí Nachal Jikon. Podél jižního okraje vesnice prochází vádí Nachal Bachan.
Obec se nachází 15 kilometrů od břehu Středozemního moře, cca 37 kilometrů severovýchodně od centra Tel Avivu, cca 50 kilometrů jižně od centra Haify a 13 kilometrů jihovýchodně od města Chadera. Bachan obývají Židé, přičemž osídlení v tomto regionu je etnicky smíšené. Na sever a severovýchod od kibucu začíná téměř souvislý pás měst a vesnic obývaných izraelskými Araby - takzvaný Trojúhelník (nejblíže je to město Zemer 2 kilometry odtud). Západním směrem v pobřežní nížině je osídlení ryze židovské. Rovněž na jihu stojí židovské sídlo Bat Chefer. Zelená linie probíhá 1 kilometr od vesnice.
Bachan je na dopravní síť napojen pomocí místní silnice číslo 5714. Západně od kibucu probíhá také dálnice číslo 6 (Transizraelská dálnice).

## Dějiny
Bachan byl založen v roce 1953. Šlo zpočátku o polovojenskou osadu typu Nachal, která byla součástí pásu židovských vesnic zřizovaných v pohraničních nebo odlehlých oblastech státu. V tomto případě v pohraničním prostoru mezi Izraelem a Jordánskem, poblíž arabských sídel. Během předchozí války za nezávislost v roce 1948 byla tato lokalita označována jako משלט 82 - Kóta 82. V říjnu 1954 byla osada proměněna na ryze civilní sídlo a přistěhovala se sem skupina Židů z Argentiny.
Místní ekonomika je založena na zemědělství. Západně od kibucu se rozkládá zábavní park Utopia.

## Demografie
Podle údajů z roku 2014 tvořili naprostou většinu obyvatel v Bachan Židé (včetně statistické kategorie "ostatní", která zahrnuje nearabské obyvatele židovského původu ale bez formální příslušnosti k židovskému náboženství).
Jde o menší sídlo vesnického typu s dlouhodobě stagnující populací, která začala po roce 2008 prudce narůstat. K 31. prosinci 2014 zde žilo 896 lidí. Během roku 2014 populace stoupla o 7,2 %.
| Rok            | 1972 | 1983 | 1995 | 2001 | 2003 | 2004 | 2005 | 2006 | 2007 | 2008 | 2009 | 2010 | 2011 | 2012 | 2013 | 2014 |
| -------------- | ---- | ---- | ---- | ---- | ---- | ---- | ---- | ---- | ---- | ---- | ---- | ---- | ---- | ---- | ---- | ---- |
| Počet obyvatel | 295  | 410  | 343  | 271  | 257  | 246  | 248  | 260  | 276  | 272  | 394  | 485  | 602  | 767  | 836  | 896  |